# はくたか
はくたかは、東日本旅客鉄道（JR東日本）と西日本旅客鉄道（JR西日本）が、北陸新幹線の主に東京駅 - 敦賀駅間で運行している特別急行列車の愛称である。
本項では、北陸新幹線開業以前に運転されていた在来線特急列車の「はくたか」についても記述する。

## 概要
特急「はくたか」は1965年10月1日、上野行き「白鳥」を分離し、上野駅 - 金沢駅間を信越本線長野経由で運転を開始した。1969年10月1日の改正で上越線長岡経由に変更し電車化した。1982年11月15日に上越新幹線が開業したことに伴い廃止され、6年後の1988年3月13日に長岡駅 - 金沢駅間に速達タイプの特急「かがやき」が運転を開始した。その後、1997年3月22日に北越急行ほくほく線が開業したことに伴い、「かがやき」に代わり上越新幹線と越後湯沢駅で接続することで首都圏と北陸地方を連絡する列車として15年ぶりに復活した。
2015年3月14日に北陸新幹線長野駅 - 金沢駅間が開業したことに伴い、在来線特急の「はくたか」は廃止され、その名称は東京 - 金沢間を運転する停車タイプの新幹線列車に転用された。「はくたか」が首都圏から北陸地方に直通したのは、上越新幹線開業に伴う廃止から実に約33年ぶりのことであった。また、「かがやき」は「はくたか」と同区間を走る速達タイプの列車として、約18年ぶりに復活した。

### 列車名の由来
列車名は立山の開山伝説（白鷹伝説）に登場する白い鷹「白鷹」が由来となっている。なお、実際に「ハクタカ」という種類のタカは存在しない。北陸新幹線金沢開業時の列車名は公募によって決定され、「はくたか」は第1位であった。選定理由は、「スピード感があり首都圏と北陸をつなぐ列車として親しまれているため」とされる。なお、「かがやき」は第5位、「つるぎ」は第4位、「あさま」は第7位であった。

## 新幹線「はくたか」

### 概況
2024年3月16日の金沢駅 - 敦賀駅間開業後は東京駅 - 敦賀駅間5往復、東京駅 - 金沢駅間で9往復、長野駅 - 金沢駅間で1往復運転される。敦賀駅発着の列車はいずれも「かがやき」が運転されない日中時間帯に運転され、「かがやき」と合わせると東京駅 - 敦賀駅間では始発駅基準で6時頃 - 20時頃までおおむね毎時1本の直通列車が運転される。また、金沢駅 - 敦賀駅間においても全列車が各駅に停車する。
なお、突発的な事象が発生したときは、自由席を設定するため「かがやき」に準じた停車駅の「はくたか」が設定されるケースもある。

#### 停車駅
東京〜上越妙高駅間は東京駅、上野駅、大宮駅、長野駅が全列車停車駅で、上越妙高駅〜金沢駅・敦賀駅間は各駅に停車する。敦賀行きの列車は全列車が高崎駅に停車し、佐久平駅は通過する。金沢行きは全列車が軽井沢駅と上田駅に停車する。なお、臨時列車では糸魚川駅と黒部宇奈月温泉駅を通過する列車が設定されることもある。
| 号数                        | 下り 本数 | 上り 本数 | 東京駅 | 上野駅 | 大宮駅 | 高崎駅 | 軽井沢駅 | 佐久平駅 | 上田駅 | 長野駅 | 飯山駅 | 上越妙高駅 | 糸魚川駅 | 黒部宇奈月温泉駅 | 富山駅 | 新高岡駅 | 金沢駅 | 小松駅 | 加賀温泉駅 | 芦原温泉駅 | 福井駅 | 越前たけふ駅 | 敦賀駅        | 備考           |
| --------------------------- | --------- | --------- | ------ | ------ | ------ | ------ | -------- | -------- | ------ | ------ | ------ | ---------- | -------- | ---------------- | ------ | -------- | ------ | ------ | ---------- | ---------- | ------ | ------------ | ------------- | -------------- |
| 560号 - 569号               | 2         | 2         | ●      | ●      | ●      | ●      | ー       | ー       | ー     | ●      | ー     | ●          | ●        | ●                | ●      | ●        | ●      | ●      | ●          | ●          | ●      | ●            | ●             |                |
| 560号 - 569号               | 2         | 2         | ●      | ●      | ●      | ●      | ー       | ー       | ー     | ●      | ●      | ●          | ●        | ●                | ●      | ●        | ●      | ●      | ●          | ●          | ●      | ●            | ●             |                |
| 560号 - 569号               | 1         | 0         | ●      | ●      | ●      | ●      | ●        | →        | →      | ●      | ●      | ●          | ●        | ●                | ●      | ●        | ●      | ●      | ●          | ●          | ●      | ●            | ●             |                |
| 560号 - 569号               | 0         | 1         | ●      | ●      | ●      | ●      | ●        | ←        | ●      | ●      | ●      | ●          | ●        | ●                | ●      | ●        | ●      | ●      | ●          | ●          | ●      | ●            | ●             |                |
| 551号 - 559号 570号 - 578号 |           |           |        |        |        |        |          |          |        |        |        |            |          |                  |        |          |        |        |            |            |        |              |               |                |
| 6                           | 7         | ●         | ●      | ●      | ●      | ●      | ●        | ●        | ●      | ●      | ●      | ●          | ●        | ●                | ●      | ●        |        |        |            |            |        |              |               |                |
| 1                           | 1         | ●         | ●      | ●      | ー     | ●      | ●        | ●        | ●      | ●      | ●      | ●          | ●        | ●                | ●      | ●        |        |        |            |            |        |              |               |                |
| 1                           | 0         | ●         | ●      | ●      | →      | ●      | ●        | ●        | ●      | →      | ●      | ●          | ●        | ●                | ●      | ●        |        |        |            |            |        |              | はくたか557号 |                |
| 1                           | 0         | ●         | ●      | ●      | ●      | ●      | →        | ●        | ●      | ●      | ●      | ●          | ●        | ●                | ●      | ●        |        |        |            |            |        |              | はくたか559号 |                |
| 0                           | 1         | ●         | ●      | ●      | ●      | ●      | ●        | ●        | ●      | ←      | ●      | ●          | ●        | ●                | ●      | ●        |        |        |            |            |        |              | はくたか570号 |                |
| 590・591号                  | 1         | 1         |        |        |        |        |          |          |        | ●      | ●      | ●          | ●        | ●                | ●      | ●        | ●      |        |            |            |        |              |               |                |
| 596号                       | 0         | 1         |        |        |        |        |          |          |        | ●      | ●      | ●          |          |                  |        |          |        |        |            |            |        |              |               | 土曜・休日運休 |

全列車が通過する熊谷駅・本庄早稲田駅・安中榛名駅については省略。
凡例
- ●：停車
- －：通過

#### 開業時（2015年3月14日ダイヤ改正）
| 下り 本数 | 上り 本数 | 東京駅 | 上野駅 | 大宮駅 | 熊谷駅 | 本庄早稲田駅 | 高崎駅 | 安中榛名駅 | 軽井沢駅 | 佐久平駅 | 上田駅 | 長野駅 | 飯山駅 | 上越妙高駅 | 糸魚川駅 | 黒部宇奈月温泉駅 | 富山駅 | 新高岡駅 | 金沢駅 |
| --------- | --------- | ------ | ------ | ------ | ------ | ------------ | ------ | ---------- | -------- | -------- | ------ | ------ | ------ | ---------- | -------- | ---------------- | ------ | -------- | ------ |
| 0         | 1         | ●      | ●      | ●      | ←      | ←            | ←      | ←          | ←        | ←        | ←      | ●      | ●      | ●          | ●        | ●                | ●      | ●        | ●      |
| 1         | 0         | ●      | ●      | ●      | →      | →            | →      | →          | ●        | →        | →      | ●      | →      | ●          | ●        | ●                | ●      | ●        | ●      |
| 1         | 2         | ●      | ●      | ●      | ー     | ー           | ●      | ー         | ー       | ー       | ー     | ●      | ー     | ●          | ●        | ●                | ●      | ●        | ●      |
| 2         | 3         | ●      | ●      | ●      | ー     | ー           | ●      | ー         | ー       | ー       | ー     | ●      | ●      | ●          | ●        | ●                | ●      | ●        | ●      |
| 0         | 1         | ●      | ●      | ●      | ←      | ←            | ●      | ←          | ←        | ←        | ●      | ●      | ●      | ●          | ●        | ●                | ●      | ●        | ●      |
| 0         | 1         | ●      | ●      | ●      | ←      | ←            | ●      | ←          | ●        | ←        | ←      | ●      | ←      | ●          | ●        | ●                | ●      | ●        | ●      |
| 1         | 0         | ●      | ●      | ●      | →      | →            | ●      | →          | ●        | →        | →      | ●      | ●      | ●          | ●        | ●                | ●      | ●        | ●      |
| 1         | 0         | ●      | ●      | ●      | →      | →            | ●      | →          | ●        | →        | ●      | ●      | ●      | ●          | ●        | ●                | ●      | ●        | ●      |
| 1         | 0         | ●      | ●      | ●      | →      | →            | ●      | →          | ●        | ●        | ●      | ●      | →      | ●          | ●        | ●                | ●      | ●        | ●      |
| 6         | 7         | ●      | ●      | ●      | ー     | ー           | ●      | ー         | ●        | ●        | ●      | ●      | ●      | ●          | ●        | ●                | ●      | ●        | ●      |
| 1         | 1         | ●      | ●      | ●      | ー     | ー           | ●      | ●          | ●        | ●        | ●      | ●      | ●      | ●          | ●        | ●                | ●      | ●        | ●      |
| 1         | 1         |        |        |        |        |              |        |            |          |          |        | ●      | ●      | ●          | ●        | ●                | ●      | ●        | ●      |

凡例
- ●：停車
- －：通過
- →：通過（下り列車のみ運転）
- ←：通過（上り列車のみ運転）

#### 使用車両・編成
E7系電車（F編成、JR東日本長野新幹線車両センター・新潟新幹線車両センター所属）およびW7系電車（W編成、JR西日本白山総合車両所所属）が充当される。
E7系・W7系ともに12両編成で、1 - 4号車が普通車自由席、5 - 10号車が普通車指定席、11号車がグリーン車指定席、12号車がグランクラス指定席となる。なお、一部の下り列車では、5号車は普通車自由席となる場合がある。その場合の普通車指定席は、6 - 10号車となる。
また、平日朝のみに設定されている上越妙高発長野行き「はくたか596号」は6 - 9号車が自由席となる以外は「締切扱い」（1 - 5号車、10 - 12号車）となり、立ち入りできない。
後述の通り、グランクラスでは2022年9月30日まで「かがやき」と同様、専任アテンダントによる軽食・ドリンクなどの車内サービスが実施されていたが（長野駅 - 金沢駅間の1往復は当初から専任アテンダントによる車内サービス無しの座席のみの営業）、同年10月1日より専任アテンダントによる車内サービスは実施されなくなり座席のみの営業となった。また、上越妙高発長野行き「はくたか596号」は、上述のように座席自体の販売はされず、立ち入りもできない。

### 歴史
- 2013年（平成25年）10月10日：JR東日本・JR西日本が北陸新幹線の長野駅 - 金沢駅間開業後の列車名を発表。東京駅・長野駅 - 金沢駅間の停車タイプの列車として、「はくたか」の採用が決定[3][4]。
- 2015年（平成27年）3月14日：北陸新幹線の長野駅 - 金沢駅間開業に伴い、東京駅・長野駅 - 金沢駅間の停車タイプとして運転開始[10][11][12][13][14][15]。
- 2016年（平成28年）3月26日：「かがやき」が運転されていない昼間時間帯を中心に、「はくたか」は下記の通りに実施[16]。
  - 下り「はくたか」の東京駅 - 上越妙高駅間の停車駅を見直し（ただし、上越妙高駅 - 金沢駅間の停車駅は従来通り各駅停車） 。
    - 昼間時間帯における停車駅は主に上野駅、大宮駅、高崎駅、軽井沢駅、長野駅に絞る。
    - 佐久平駅、上田駅、飯山駅は朝や夕方の時間帯を中心に停車。
    - 安中榛名駅は全列車通過。

  - 停車駅見直しにより、所要時間が最大で16分短縮される。
  - この時点のダイヤでは下りは2時間52分と3時間1分が混在している。
  - 同年5月14日発表の夏の臨時列車では、初めて「はくたか」の臨時列車が設定され、糸魚川駅・黒部宇奈月温泉駅を通過する列車が初設定される[17]。
- 2017年（平成29年）3月4日：ダイヤ改正により昼間時間帯の下りは2時間56分に変更された。
- 2018年（平成30年）
  - 3月17日：東京駅 - 長野駅間での「はくたか」臨時列車のダイヤを用い、「あさま」を1往復増発（605・624号）。繁忙期には「はくたか」（605・624号）として金沢駅まで延長運転[18]。また、平日の早朝に走る上越妙高発長野行きの上り臨時列車が1本削減[19]。
- 2019年（令和元年）
  - 7月1日：「かがやき」と共に車内販売が飲料・菓子類・つまみ類のみの販売に縮小する[20]。
  - 10月12日：令和元年東日本台風（台風19号）により千曲川の堤防が決壊。これによって長野新幹線車両センターと一部の本線・施設が水没し、一部区間で運行を停止。北陸新幹線車両の3分の1にあたるE7系・W7系合計10編成も水没した。
  - 10月15日：水没のため長野駅 - 上越妙高駅間が運休となり、上越妙高駅・糸魚川駅 - 金沢駅間の区間列車としてはくたかの運行を再開。白山総合車両所に残った車両のみでの運行で下り13本、上り14本のダイヤが設定された。上越妙高駅での折り返し運転となったが、上越妙高駅で接続列車の無いダイヤは糸魚川駅までの営業運転となった。
  - 10月25日：北陸新幹線全線で運行再開。東京駅 - 金沢駅間のはくたかは災害発生前の14往復を維持したが、東京駅 - 長野駅間のあさまが削減された関係で一部のはくたかは停車駅を増やすなどした。565・560・566号はそれぞれはくたか595・592・594号として運行された。これらの列車は、東京駅 - 長野駅間について、災害前に長野駅で接続していたあさま613・616・622号のダイヤを使用したため、停車駅が増え所要時間も長くなった。
  - 11月30日：臨時はくたか595・592・594号の運行を終了し565・560・566号の運行を再開。定期列車は災害発生前の14往復と所定のダイヤに戻る。
- 2020年（令和2年）
  - 4月8日：JR東日本とJR西日本が、新型コロナウイルス感染症（COVID-19）の感染拡大防止のため、同年4月9日 - 5月31日まで、車内販売およびグランクラスの指定席の発売および「はくたか」のグランクラスの営業を中止することを発表[21]。
  - 4月14日：JR東日本とJR西日本が、新型コロナウイルス感染症（COVID-19）の感染拡大防止のため、同年6月1日 - 6月30日まで、グランクラスの指定席の発売を見合わせることを発表[22]。
  - 4月27日：JR東日本とJR西日本が、新型コロナウイルス感染症（COVID-19）の感染拡大の影響により、同年5月28日以降の全列車の指定席発売を見合わせることを発表[23]。
  - 5月13日：JR東日本とJR西日本が、新型コロナウイルス感染症（COVID-19）の感染拡大防止により以下の運転計画および措置を発表。
    - 同年5月21日以降、同年5月28日以降の列車の指定席発売を再開[24]。
    - 同年7月1日以降、当面の間のグランクラスの指定席の発売を見合わせる[25]。
    - 車内販売は同年6月1日以降、当面の間中止を継続する。
    - 利用客の減少に伴い、同年5月28日以降の定期列車の一部を運休し、臨時ダイヤによる運行とする。

  - 5月22日：JR東日本とJR西日本が、国の緊急事態宣言が解除されたことを理由に、同年5月28日以降に計画していた臨時ダイヤによる運行の実施を取りやめ、定期列車の運行を継続することを発表[26]。ただし、グランクラスのサービス中止は当面の間継続[26]。
  - 7月1日：グランクラスの営業サービスを再開[27]。
- 2021年（令和3年）
  - 1月16日：JR東日本とJR西日本が、新型コロナウイルス感染症（COVID-19）の感染拡大防止のため、同日より当面の間、車内販売の中止、グランクラス指定席発売および「はくたか」のグランクラスの営業を中止することを発表[28]。
  - 3月13日：ダイヤ改正により上野駅 - 大宮駅間 （埼玉県内のみ） の最高速度を110 km/hから130 km/hに引き上げ、所要時間を短縮[29]。
  - 7月12日：車内販売、グランクラスサービスの営業を再開[30]。
  - 7月16日：グランクラスアテンダントの新型コロナウィルス感染の影響で、車内サービスありの列車のグランクラス指定席販売及び車内サービスを中止を発表（ワゴンサービスによる車内販売は継続）[31]。
  - 8月6日：グランクラスサービスの営業を再開[32]。
- 2022年（令和4年）
  - 3月12日：ダイヤ改正によりグリーン料金とグランクラス料金を改定[33][34]。
  - 10月1日：この日から「はくたか」のグランクラスのサービスが全列車（飲料・軽食なし）となり料金も改訂。同区間の「かがやき」は（飲料・軽食あり）を継続[35][36]。
- 2024年（令和6年）
  - 3月16日：北陸新幹線の金沢駅 - 敦賀駅間開業に伴い、運転区間を東京駅 - 敦賀駅間に延長[5]。
  - 7月22日：東海道新幹線運転見合わせのため、臨時列車として「はくたか687号」「はくたか696号」が運転された。(停車駅はそれぞれ「かがやき534号」、「かがやき544号」と同じで、グランクラスは締め切り、グリーン車を除くすべての号車が自由席となった。)[37]

## 在来線特急「はくたか」
はくたかは、西日本旅客鉄道（JR西日本）、北越急行および東日本旅客鉄道（JR東日本）が福井駅・金沢駅・和倉温泉駅 - 越後湯沢駅間を、七尾線・北陸本線・信越本線・ほくほく線・上越線経由で運行していた特別急行列車である。

### 廃止直前の状況
2014年（平成26年）3月15日時点の運行概況は次の通り。
定期列車は13往復が運転され、1往復（下り5号、上り24号）は福井駅 - 越後湯沢駅間、1往復（下り21号、上り6号）は和倉温泉駅 - 越後湯沢駅間、それ以外の列車はすべて金沢駅 - 越後湯沢駅間で運転されていた。福井発着の5号、24号は福井〜金沢が特急ダイナスターに引き継がれたが、こちらも既に廃止済みである。和倉温泉発着の6号、21号は能登かがり火号に引き継がれた。
列車番号や号数は越後湯沢駅へ向かう列車が下りを表す奇数、逆方向が上りを表す偶数となっていた。これは、はくたかがJR西日本主体の列車であり、北陸本線に合わせたためである。
東京駅から上越新幹線を利用し越後湯沢駅で乗り継ぐことにより、魚津駅 - 東京駅間は最短2時間50分台（北陸3県の歴史上、初めて東京までの陸路が2時間台となる）、糸魚川駅 - 東京駅間は最短2時間50分台、直江津駅 - 東京駅間は最短2時間20分台、東京駅 - 富山駅間は最短で3時間10分台、東京駅 - 金沢駅間を最短3時間50分台、金沢駅 - 東京駅間を最短3時間40分台で結んでいた。走行区間の大部分を北越急行ほくほく線（当時営業最高速度160 km/h）や北陸本線（最高速度130 km/h）が占めるため、表定速度は100 km/hを超え、日本の特急列車の中ではトップクラスの速さであった。
ほくほく線内では信号機に高速進行の信号現示を行うことにより130 km/hを超える高速運転が可能とされた。運転開始時点で「はくたか」のほくほく線内の最高速度は140 km/hで、最終的に2002年（平成14年）には160 km/hに向上した。国内の在来線で最高速度160 km/hを達成したのは当列車が初めてであり、廃止されるまでは日本国内の狭軌の在来線における最高速度の列車であった。なお、信号機だけでは無く、ほくほく線の線路は高速走行ができるように、分岐器やレールの形状などは新幹線と同等のものを用いている。2011年（平成23年）時点の北越急行のWebサイトにおいては、これ以上の速度上昇は技術的に困難であると公表されていた。

#### 停車駅
福井・金沢方面
福井駅 - 芦原温泉駅 - 加賀温泉駅 - 小松駅 - 金沢駅 - （石動駅） - 高岡駅 - 富山駅 - （滑川駅） - （魚津駅） - （黒部駅） - （入善駅） - （糸魚川駅） - 直江津駅 - （十日町駅） - （六日町駅） - 越後湯沢駅
和倉温泉方面
和倉温泉駅 - 七尾駅 - 羽咋駅 - 金沢駅 - （この区間は上記と同様） - 越後湯沢駅
- （ ）は一部の列車のみ停車
  - 石動駅・滑川駅：下り3号、上り24号が停車。
  - 魚津駅：下り21号、上り2号が通過。
  - 黒部駅：下り9・15・19・23号、上り4・18・22・24号が停車。
  - 入善駅：下り3・23号、上り4・14号が停車。
  - 糸魚川駅：下り1・11・21・25号、上り2・6・12号が通過。
  - 十日町駅：下り3・7・11・13・17・23・25号、上り4・8・12・16・18・22・24号が停車。
  - 六日町駅：下り23号、上り4号が停車。

和倉温泉駅発着列車は金沢駅でスイッチバックを行うため、金沢駅 - 津幡駅間が重複運転となるが、この区間内で途中下車をしなければ分岐駅通過の特例により重複区間の運賃・料金は計算に含まれない。同列車が経由するほくほく線、七尾線は単線であるため、列車によっては行き違いのため時刻表上では通過扱いの駅でも運転停車を行うことがある。災害などによりほくほく線または上越線が不通となった場合は犀潟駅より先、信越本線を経由して長岡駅まで乗り入れることがあった。この場合、直江津駅 - 長岡駅間は原則として無停車となっていた。

### 所要時間
- 越後湯沢駅 - 金沢駅間 上り 2時間33分 - 48分 下り 2時間32分 - 44分
- 越後湯沢駅 - 福井駅間 上り 3時間37分 下り 3時間24分
- 越後湯沢駅 - 和倉温泉駅間 上り 3時間47分 下り 3時間38分

#### 使用車両・編成

##### 在来線特急時代の車両
北越急行の681系2000番台・683系8000番台および、JR西日本の金沢総合車両所に所属する681系0番台が使用されていた。ほくほく線内の複雑な断面形状のトンネルを高速で走行する際に車内の気圧が変動することを防ぐための対策として、車内の気密性を確保するために扉を完全に圧着する戸押さえ装置を追加した。そのため、JR西日本所有の683系はもとより、681系であっても「サンダーバード」に用いられている編成は当列車に所定のダイヤで充当することはできず、後述の臨時代走のためにほくほく線内での最高速度を制限を考慮した代走用のダイヤが設定されていた。なお、北越急行の車両はJR西日本に管理を委託していた。
福井駅・金沢駅 - 越後湯沢駅間では9両または6両編成で運行されたが、金沢駅 - 和倉温泉駅間はグリーン車のない付属編成の3両で運転された。ただし、7・10号は6両編成（1 - 6号車）で運転。また、23・2号は通常は6両編成だが、多客期は9両編成で運転された。その際、5号車が座席指定席の場合があった。
また、2005年（平成17年）から681系・683系に運用車両が統一されると、それ以前には突発的な運用変更時にしか見られなかった北越急行とJR西日本の車両の併結や、681系と683系の併結が頻繁に見られるようになった。北越急行の公式サイト内では、「はくたか」に充当される編成表が掲載されていた。
車両不足が発生した場合は、代走として「サンダーバード」で運用される683系4000番台が主に使用されたが、ごくまれに同系列0番台や、当時「しらさぎ」で使用された2000番台、681系「サンダーバード」編成も使われることがあった（683系0番台や681系の京都総合運転所所属車も使用されたかは不明）。この場合、ほくほく線内の最高速度は130 km/hに制限された。ただし、489系とは異なり、JR線内は所定編成と同等の性能・ダイヤで運転可能であった。
北陸新幹線の金沢開業ならびにその列車名転用以降、使用車両であった681系・683系は列車編成の方向転換が行われた後、全て「しらさぎ」の運用に変更された。また北越急行所属の681系・683系は、JR西日本に売却された。

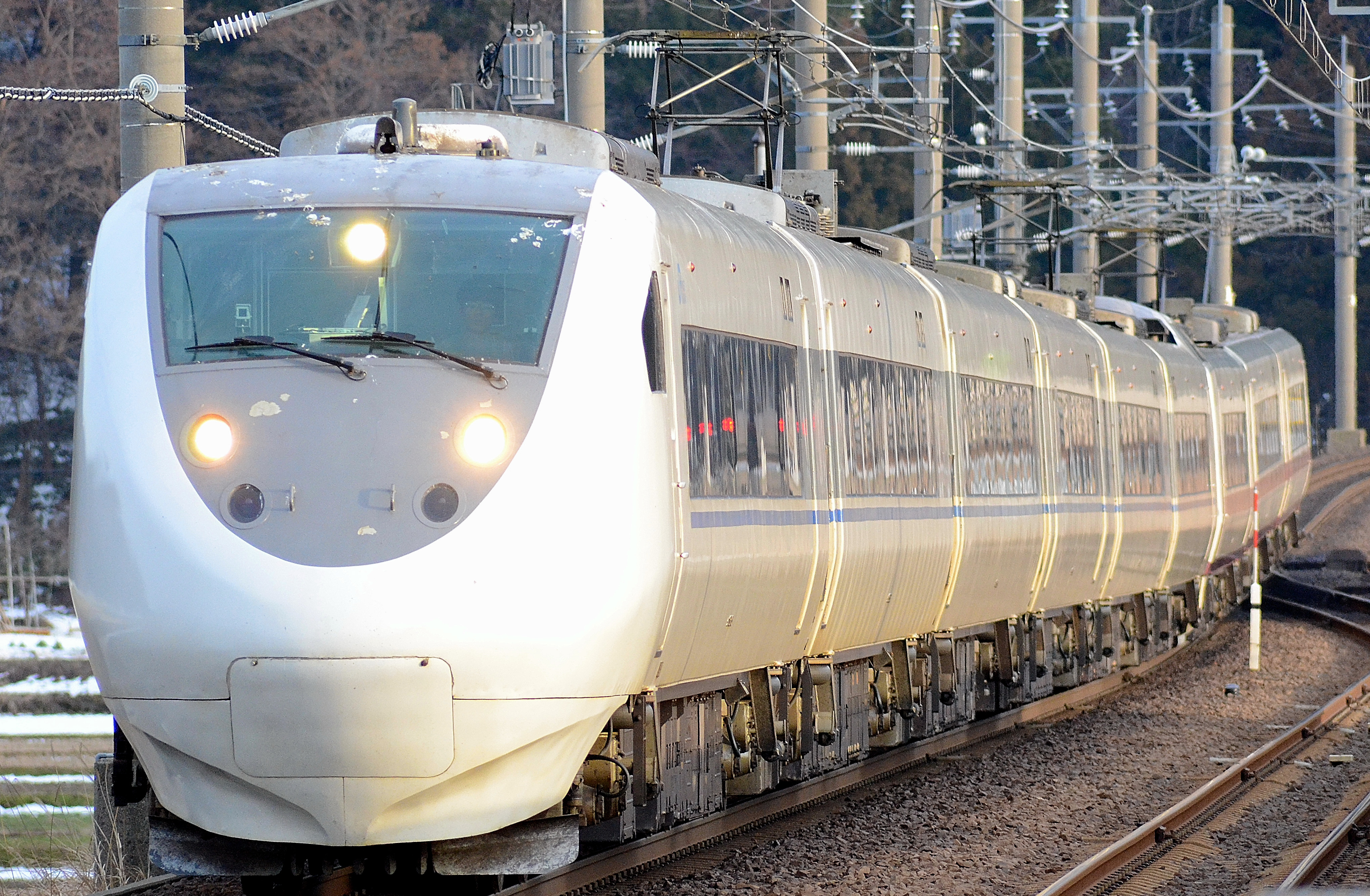
681系0番台
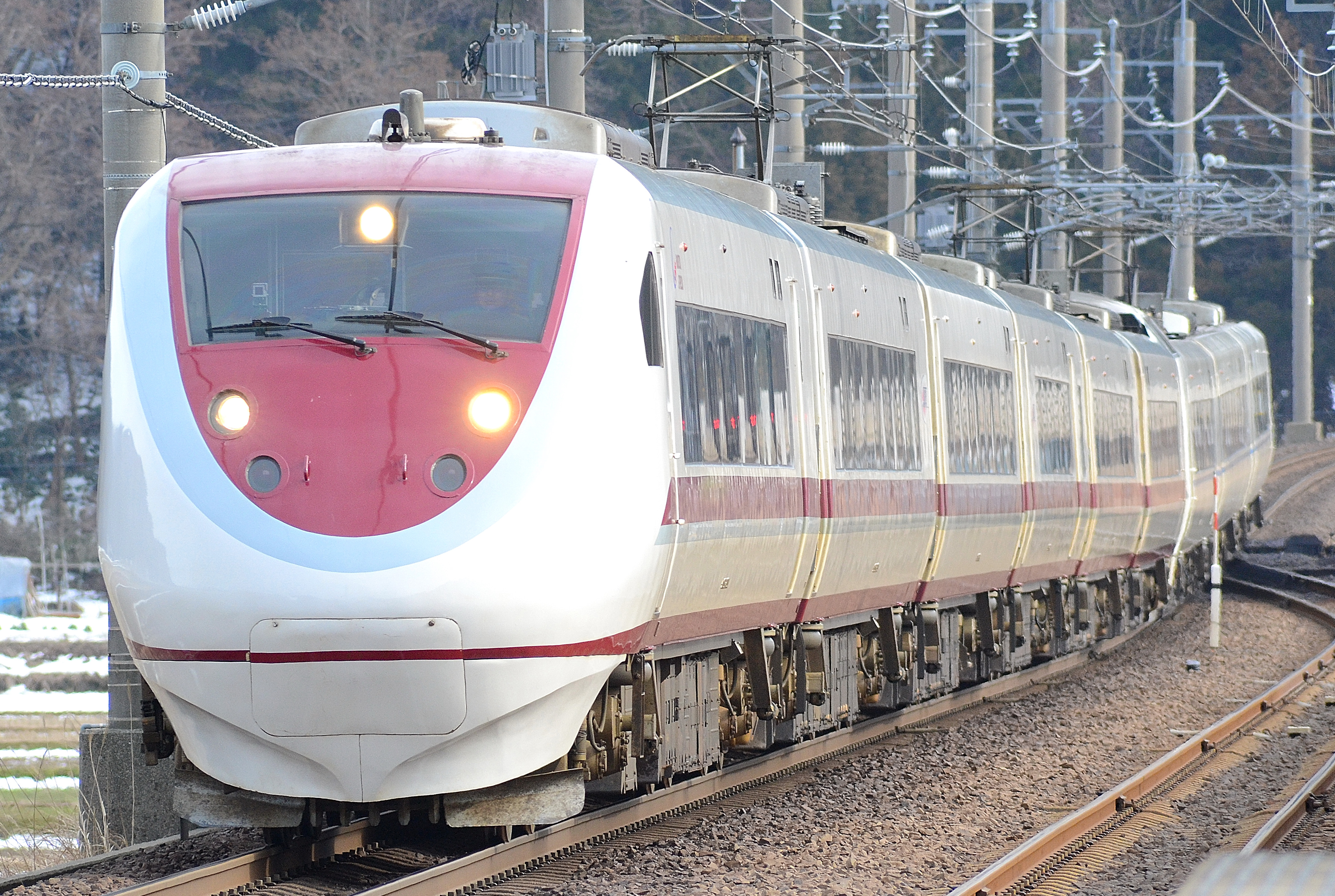
681系2000番台
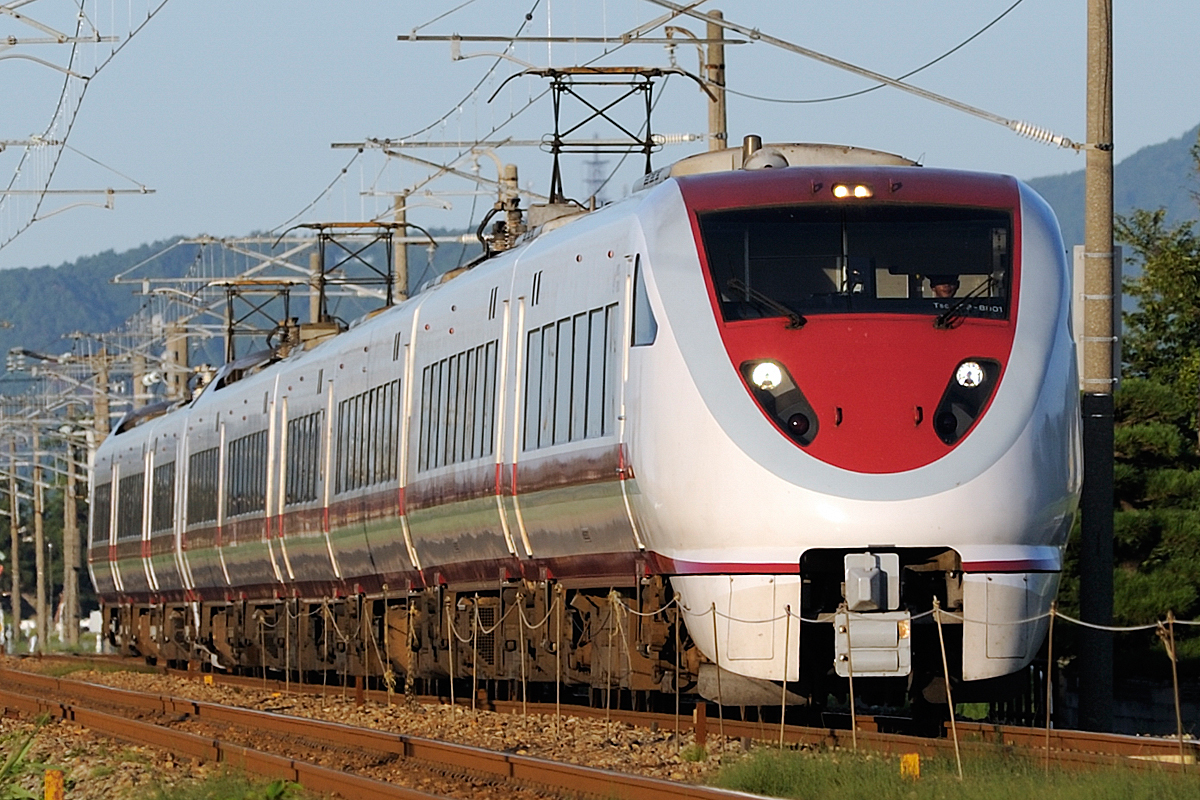
683系8000番台
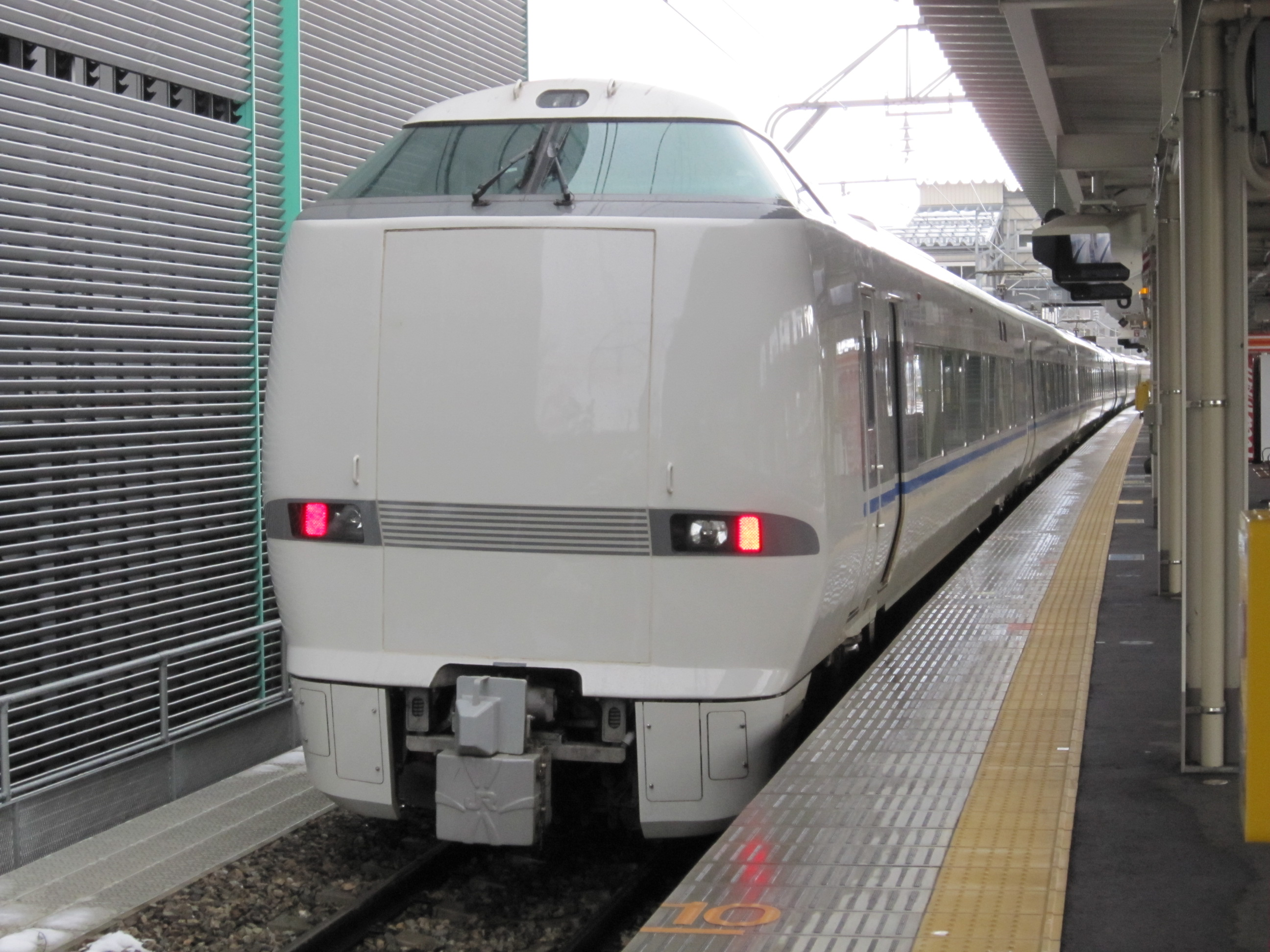
683系4000番台

##### 過去の車両
運転開始当初はJR西日本・JR東日本・北越急行の3社で運行距離による比率で車両を保有し、定期列車10往復のうちJR西日本681系が4往復、JR西日本485系が2 - 3往復、北越急行681系が2 - 3往復、JR東日本485系が1往復を担当する形とした。
JR東日本の485系は2005年（平成17年）2月28日まで使用されていた。485系3000番台の2本（R1・R2編成）が最後まで運用されていたが、「はくたか」の速達化のために北越急行が683系を増備したことに伴い、定期運用を離脱している。なお、この編成は「はくたか」と配置区所の新潟車両センターへの出入区のための「北越」にほぼ運用が限定され、先頭車には翼を模した銀色のエンブレムが取り付けられていた。本列車から撤退後は6両編成（R26・R27編成）に再組成され、先頭車のエンブレムも2011年（平成23年）6月から撤去が行われた。2001年（平成13年）3月改正までは当時新潟駅直通の「雷鳥」に使用されていた485系9両編成が代走することがあった。
JR西日本の485系は2002年（平成14年）3月22日まで使用されており、「はくたか」で唯一の8両編成であった。「サンダーバード」用の681系からの転用改造に伴い運行を終了している。
多客期の臨時列車などでは、2011年5月中旬頃までJR西日本の金沢総合車両所に所属する489系が運用されていた。この場合は1号車と4号車が入れ替わっていた。また、ほくほく線内での最高速度は130 km/hに制限される上、JR線内（特に北陸本線）でも681・683系と同等の性能で走行することが出来ないため、10分程度の遅れが出ていた。なお、福井行きの24号に489系が入った場合、同編成で運転する区間は越後湯沢駅 - 金沢駅間のみであり、金沢駅 - 福井駅間は所定の681・683系に差し替えて運転することがあった。

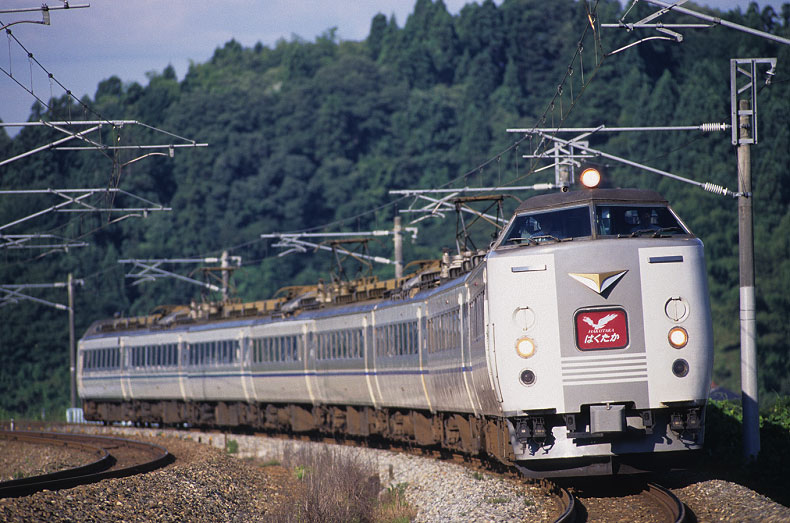
485系
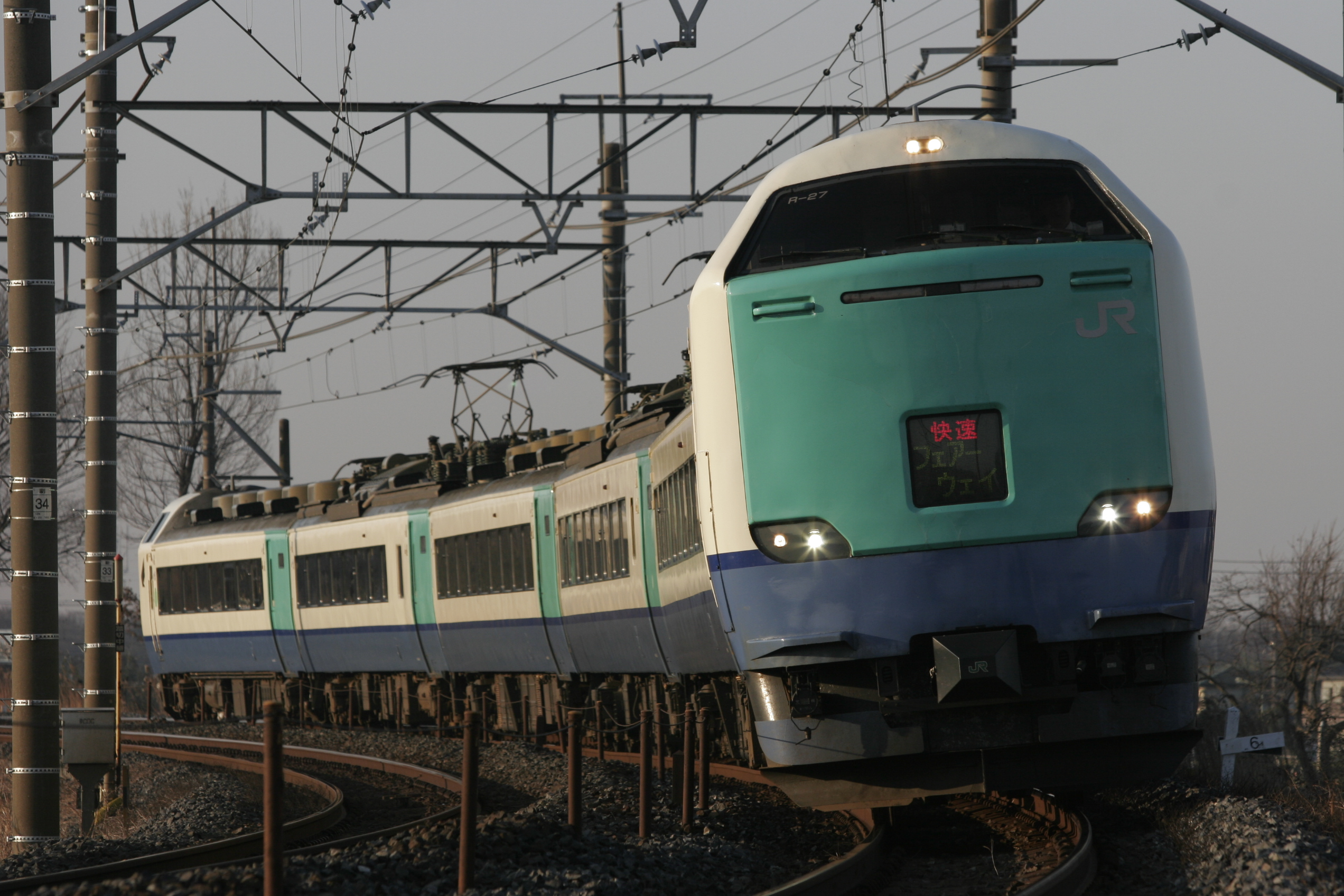
485系3000番台
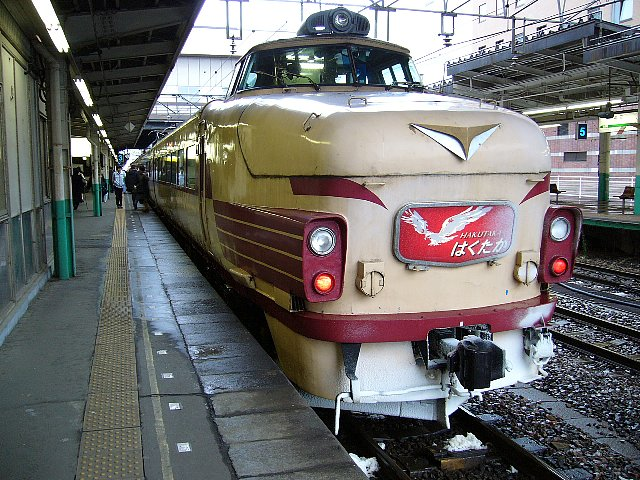
489系

#### 乗務員
直江津以西の乗務はJR西日本が、直江津以東の乗務は、北越急行とJR東日本の境界駅である犀潟駅・六日町駅に停車しない関係で（六日町駅は一部の列車が停車）運転士・車掌共にJR東日本直江津運輸区が担当する。
開業当初は運転士のみ交代し、JR西日本の車掌が越後湯沢駅まで、JR東日本の車掌が金沢駅までそれぞれ越境乗務していた。

#### 車内販売
車内販売は越後湯沢駅 - 金沢駅間を日本レストランエンタプライズ（NRE）が担当していたほか、2014年（平成26年）9月まで一部列車では北陸トラベルサービスも担当していた。

### 沿革

#### 国鉄時代
- 1965年（昭和40年）10月1日：上野駅・青森駅 - 大阪駅間で運転されていた「白鳥」のうち、上野駅 - 金沢駅間の編成が系統分割され、同区間（信越本線経由）特急「はくたか」として1往復が運転開始。
  - 当時はキハ82系を使用した気動車で運転されていた。
- 1969年（昭和44年）10月1日：「はくたか」が481系・485系11両編成に置き換えられる。横川 - 軽井沢間の碓氷峠でEF63との協調運転を行い、この区間を12両編成で通過できる169系電車が前年に登場していたが、特急形の開発は途上であり、481系・485系にもこの機能は備わっていなかった。保安上の理由でこの区間の運転の一切を機関車に任せ、無動力で通過することとなった電車列車は、最大両数が8両までに制限されたため、電車化と同時に（編成両数を減ずることなく）上越線経由とされ、スイッチバックを行う駅も直江津駅から長岡駅に変更される。この481系・485系は向日町運転所（大ムコ。後の京都総合運転所、現吹田総合車両所京都支所）所属車両であり、「雷鳥」「しらさぎ」「うずしお」「みどり」とも共通運用を組んだため、昼行特急形電車では当時としても極めて異例の、関東から九州にわたる超広域運用を実施していた[49][注 10]。なお、「はくたか」は交流50Hz区間を走行しないため、当時485系の一部の編成に組み込まれていた481系でも問題なく上越線や高崎線などで運用することができたことから、481系についても485系との共通運用が組まれ、東日本地区でも481系が運用されることがあった[49]。なお、気動車時代に経由していた信越本線経由のルートについては、「はくたか」の電車化による経路変更の穴埋めとして上野駅―直江津駅間運転の「あさま」1往復（181系電車使用）が増発された。
- 1972年（昭和47年）3月15日：横軽協調運転装置を搭載した489系が開発され[注 11]、信越「白鳥」と同じ上野駅 - 金沢駅間（信越本線経由）で「白山」が運転開始。以後「白山」の経路が関東地方と北陸地方を結ぶメインルートとなり、「白山」は1973年（昭和48年）10月から3往復となったのに対し、「はくたか」は1往復の運行であった。
- 1978年（昭和53年）：「はくたか」の車両受け持ちを向日町運転所（大ムコ）から、金沢運転所（金サワ。現在の金沢総合車両所）に移管して広域運用を解消。同時に「白山」と共通運用となり食堂車の連結を終了。このため「はくたか」の481系・485系は489系に置き換えられる[注 12]。
- 1979年（昭和54年）4月20日：「はくたか」が2往復に増発。
- 1982年（昭和57年）11月15日：上越新幹線開業に伴い上野駅 - 長岡駅間が廃止され、残り区間を「北越」に統合され、「はくたか」が廃止される。

1978年10月改正時の停車駅
- 上野駅 − 大宮駅 − 高崎駅 − 水上駅 − 〔越後湯沢駅〕− 長岡駅 − 柏崎駅 − 直江津駅 − 糸魚川駅 − （黒部駅） − 魚津駅 − （滑川駅） − 富山駅 −  高岡駅 − 〈津幡駅〉− 金沢駅
  - 越後湯沢駅はスキーシーズンの冬季に臨時停車。
  - 黒部駅は1号・4号が停車、滑川駅は3号・2号が停車（運行開始は1979年4月20日より）。
  - 津幡駅は「白山」号の兼ね合いで下りのみの停車。

#### JR・北越急行時代

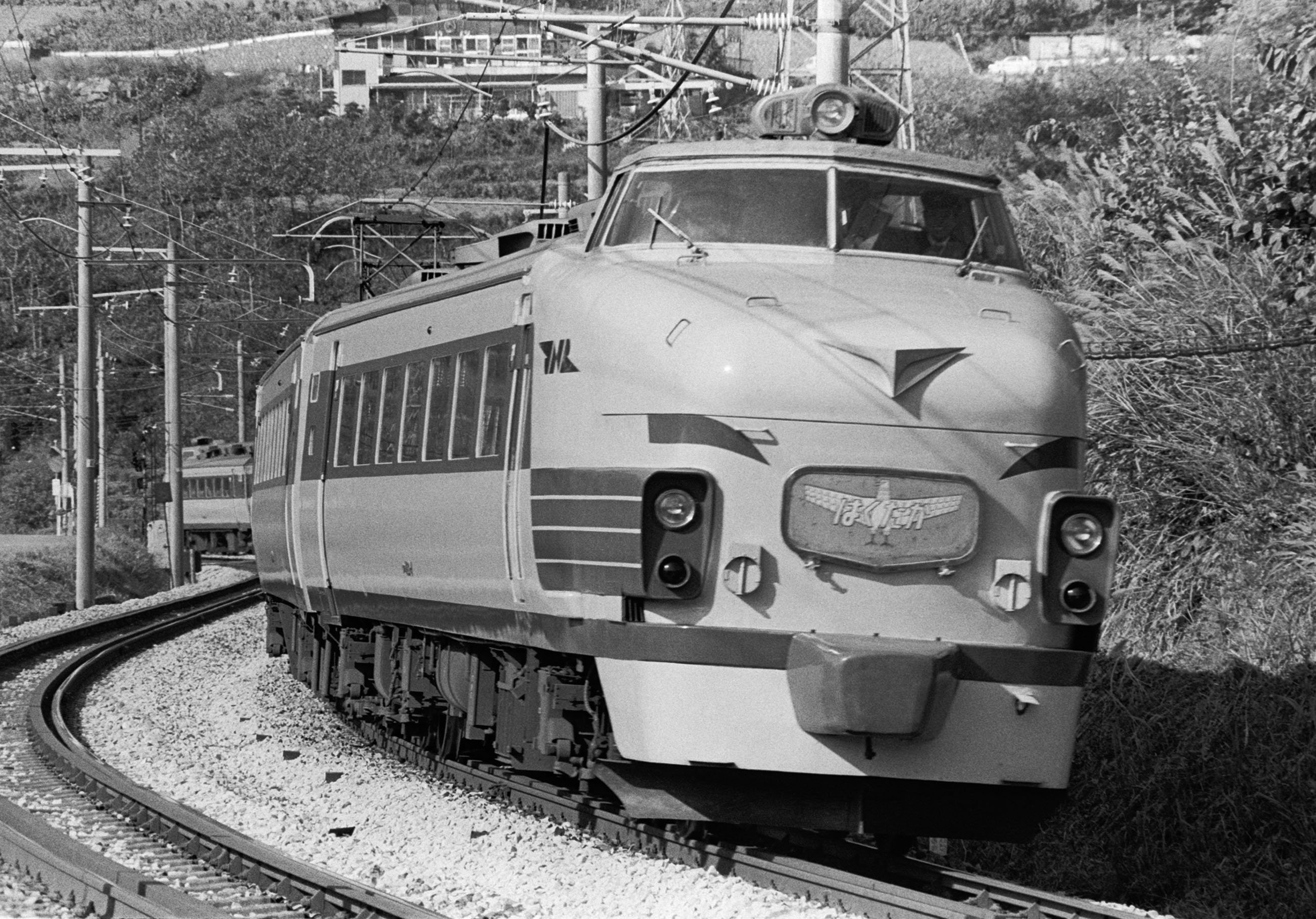
489系「はくたか」

- 1997年（平成9年）3月22日：北越急行ほくほく線の開業により、上越新幹線に接続する特急列車として、福井駅・金沢駅・和倉温泉駅 - 越後湯沢駅間で「はくたか」10往復が運転開始。
- 1998年（平成10年）12月8日：「はくたか」のほくほく線内の最高速度を150km/hへ引き上げ[50]。
- 1999年（平成11年）1月8日 - 3月28日：上越線沿線へのスキー客輸送を目的とした臨時列車「シュプールはくたか」運転。金曜日の７号、日曜日の１４号の１往復を、金沢～大阪間を延長運転される形で運転。
- 2002年（平成14年）3月23日：ダイヤ改正により、次のように変更[41]。
  - 「はくたか」のほくほく線内の最高速度が160 km/hへ引き上げ、金沢駅 - 越後湯沢駅間の所要時間が最速2時間26分走破。
  - 「はくたか」が1往復増発され、11往復になる。
  - JR西日本の485系の定期運用が終了し、485系の定期運用はJR東日本の1往復のみになる。
- 2004年（平成16年）10月23日 - 11月2日：新潟県中越地震の影響により運休。
- 2005年（平成17年）3月1日：ダイヤ改正より、次のように変更[51]。
  - 北越急行が「はくたか」に683系8000番台を投入し、定期列車がすべて160 km/h運転対応の車両に統一。これにより、JR東日本の485系の定期運用が終了。
  - 「はくたか」が1往復増発され、12往復になる。

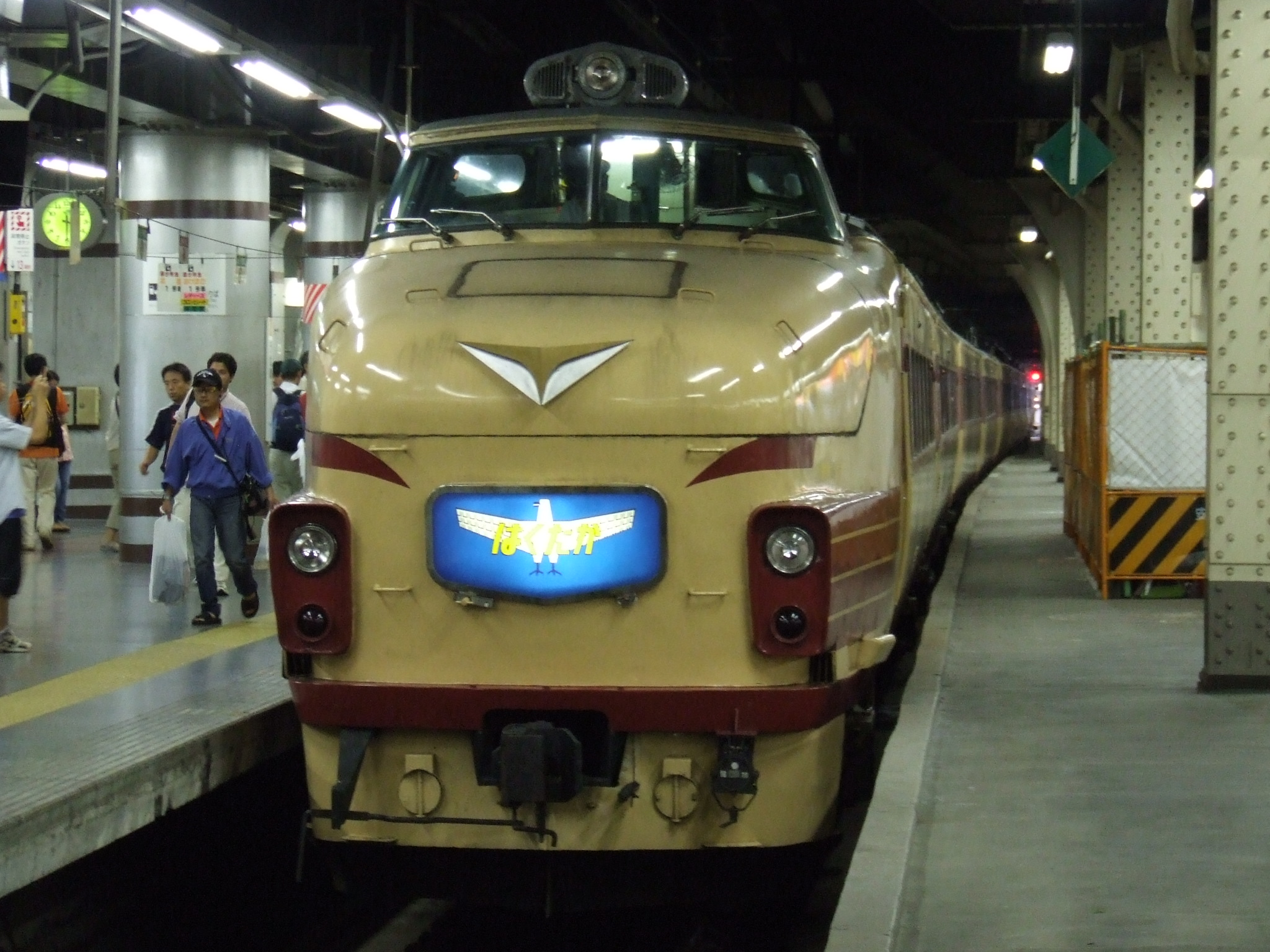
489系「懐かしのはくたか」

- 489系「懐かしのはくたか」2007年（平成19年）9月15日・16日：上越新幹線開業25周年を記念して、また同年に発生した能登半島沖地震による能登半島復興キャンペーンの一環により、金沢駅 - 上野駅間（長岡駅経由）でリバイバル運転が実施される[52]。
  - 当初は新潟県中越沖地震で信越線が不通になっている影響でほくほく線経由での運転も計画されていたが、運転の2日前に復旧したため、予定どおり長岡駅経由で運転された。使用車両はJR西日本の489系で、上野寄りは旧絵入りヘッドマーク、長岡寄りが文字ヘッドマークと、前後で異なるヘッドマークを掲出し運転。
- 2009年（平成21年）
  - 3月14日：ダイヤ改正で「はくたか」が1往復増発され13往復になる。ただし、5月31日までは増発の1往復（13・16号）は多客時のみの臨時列車として運転された[53]。
  - 6月1日：増発の1往復（13・16号）の定期列車化。全車両が禁煙となる[54]。
- 2014年（平成26年）10月1日：車内販売について、北陸トラベルサービス乗車分が日本レストランエンタプライズに引き継がれる[55]。
- 2015年（平成27年）3月14日：北陸新幹線長野駅 - 金沢駅間開業に伴い、特急「はくたか」廃止[56][57][58]。列車名は東京駅・長野駅 - 金沢駅間を運転する北陸新幹線の列車（停車タイプ）に引き継がれ、車両は名古屋駅・米原駅 - 金沢駅間のエル特急「しらさぎ」に転用された[注 13]。

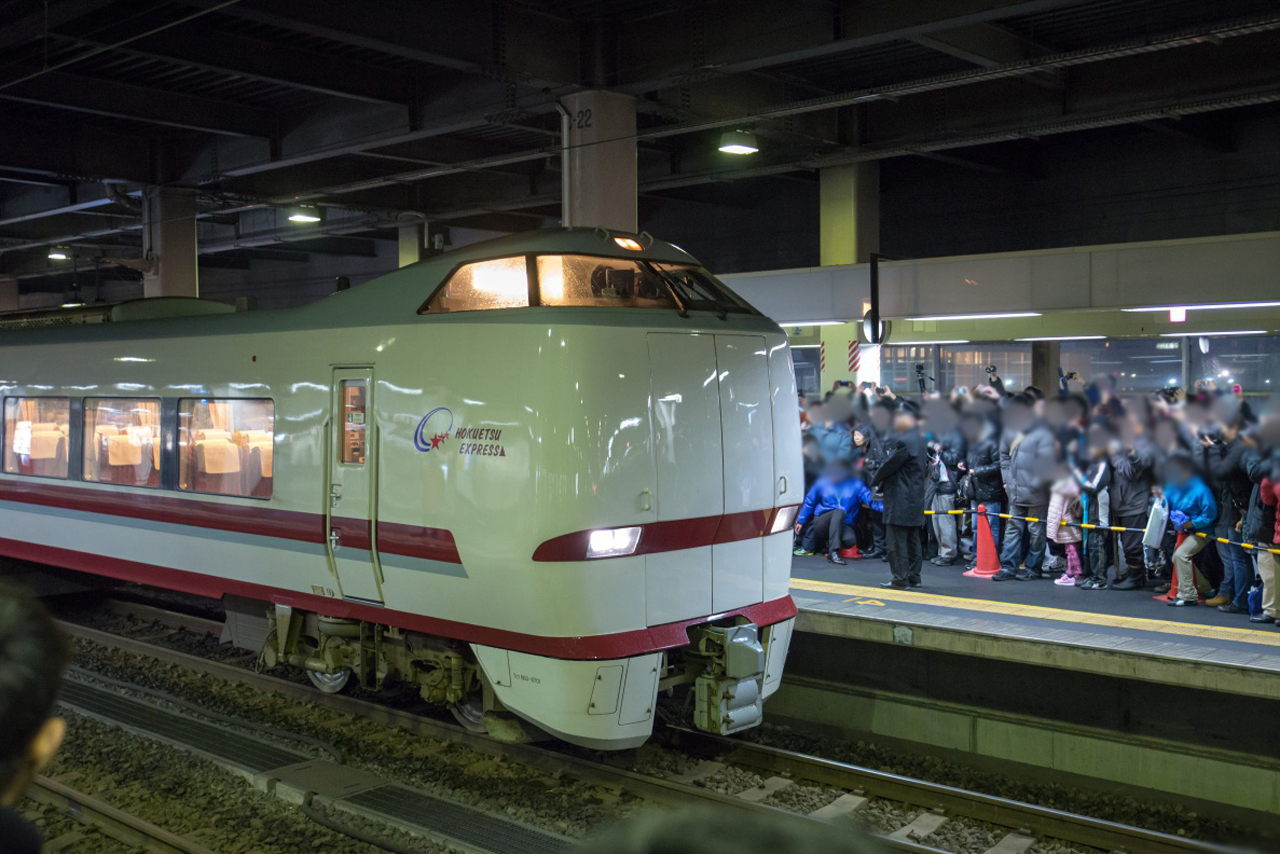
ラストランを迎えた特急「はくたか」(2015年 金沢駅)

  - ラストランを迎えた特急「はくたか」(2015年 金沢駅)最終日である3月13日の下り・上りの各最終列車となる「はくたか25・26号」は8000番台統一の9両編成が充当された[59]。
- 2016年（平成28年）4月22日：北越急行は、特急「はくたか」メモリアルと在来線（狭軌）営業最高速度である160 km/hで走行した記録を保存するために、「特急はくたか記念碑」をほくほく線発祥のまつだい駅（新潟県十日町市松代）に設立・除幕式が行われた[60][61]。